# Bakili Muluzi
Bakili Muluzi est un homme politique malawite, né le 17 mars 1943 à Machinga (Malawi, ex-Nyassaland). Il est le deuxième président de la République du Malawi de 1994 à 2004.

## Biographie
Président du Front uni démocratique (United Democratic Front), il est candidat à l'élection présidentielle du 17 mai 1994 qu'il remporte avec 47,3 % en battant le président sortant Hastings Kamuzu Banda. Réélu le 15 juin 1999 avec 52,4 %, il demeure à la présidence jusqu'en mai 2004. La Constitution ne lui donnant pas le droit de briguer un troisième mandat, il soutient alors Bingu wa Mutharika comme candidat à sa succession. Mais les deux hommes entrent en conflit peu après.
Le 27 juillet 2006, il est arrêté dans le cadre d'une opération de lutte contre la corruption. Il sera relâché sous caution peu après et les charges seront abandonnées.
Muluzi souhaite se porter candidat à l'élection présidentielle du 19 mai 2009 mais se plaint de méthodes « d'intimidation" du pouvoir à son égard ». En mars 2009, la commission électorale refuse sa candidature car selon la constitution, une personne ne peut exercer que deux mandats présidentiels.